# Dalgopol
Dalgopol (Bulgaars: Дългопол) is een stad en een gemeente in de Bulgaarse oblast Varna.

## Geografie
De gemeente is gelegen in het zuidwestelijke deel van de oblast Varna. Met een oppervlakte van 441 vierkante kilometer is het op de vijfde van de 12 gemeenten van de oblast (oftewel 11,52% van het totale landoppervlakte). De grenzen zijn als volgt:
- in het noorden - de gemeente Provadia;
- in het oosten - gemeente Dolni Tsjiflik;
- in het zuiden - de gemeente Roeën
- in het westen en noordwesten - de gemeente Smjadovo

## Bevolking
Op 31 december 2019 telde de stad Dalgopol 4.418 inwoners, terwijl de gemeente Dalgopol, samen met de nabijgelegen 17 kernen, 13.143 inwoners telde.

### Religie
Dalgopol heeft een gemengde religieuze samenstelling. De grootste religies zijn de islam (~50%) en het christendom (~42%). Verder leven er kleine aantallen protestanten, terwijl de rest van de bevolking geen (definieerbare) religieuze overtuiging heeft.
| Religieuze samenstelling in februari 2011 | Religieuze samenstelling in februari 2011 | Religieuze samenstelling in februari 2011 | Religieuze samenstelling in februari 2011 | Religieuze samenstelling in februari 2011 |
| ----------------------------------------- | ----------------------------------------- | ----------------------------------------- | ----------------------------------------- | ----------------------------------------- |
|                                           |                                           |                                           |                                           |                                           |
| Bulgaars-Orthodoxe Kerk                   | Bulgaars-Orthodoxe Kerk                   |                                           | 41,7%                                     | 41,7%                                     |
| Katholieke Kerk                           | Katholieke Kerk                           |                                           | 0,0%                                      | 0,0%                                      |
| Protestantisme                            | Protestantisme                            |                                           | 0,4%                                      | 0,4%                                      |
| Islam                                     | Islam                                     |                                           | 49,5%                                     | 49,5%                                     |
| Geen                                      | Geen                                      |                                           | 0,7%                                      | 0,7%                                      |
| Anders/ Onbekend                          | Anders/ Onbekend                          |                                           | 7,7%                                      | 7,7%                                      |

Aksakovo · Avren · Beloslav · Bjala · Dalgopol · Devnja · Dolni Tsjiflik · Provadia · Soevorovo · Valtsji Dol · Varna · Vetrino